# Bon-Pasteur (Lyon)

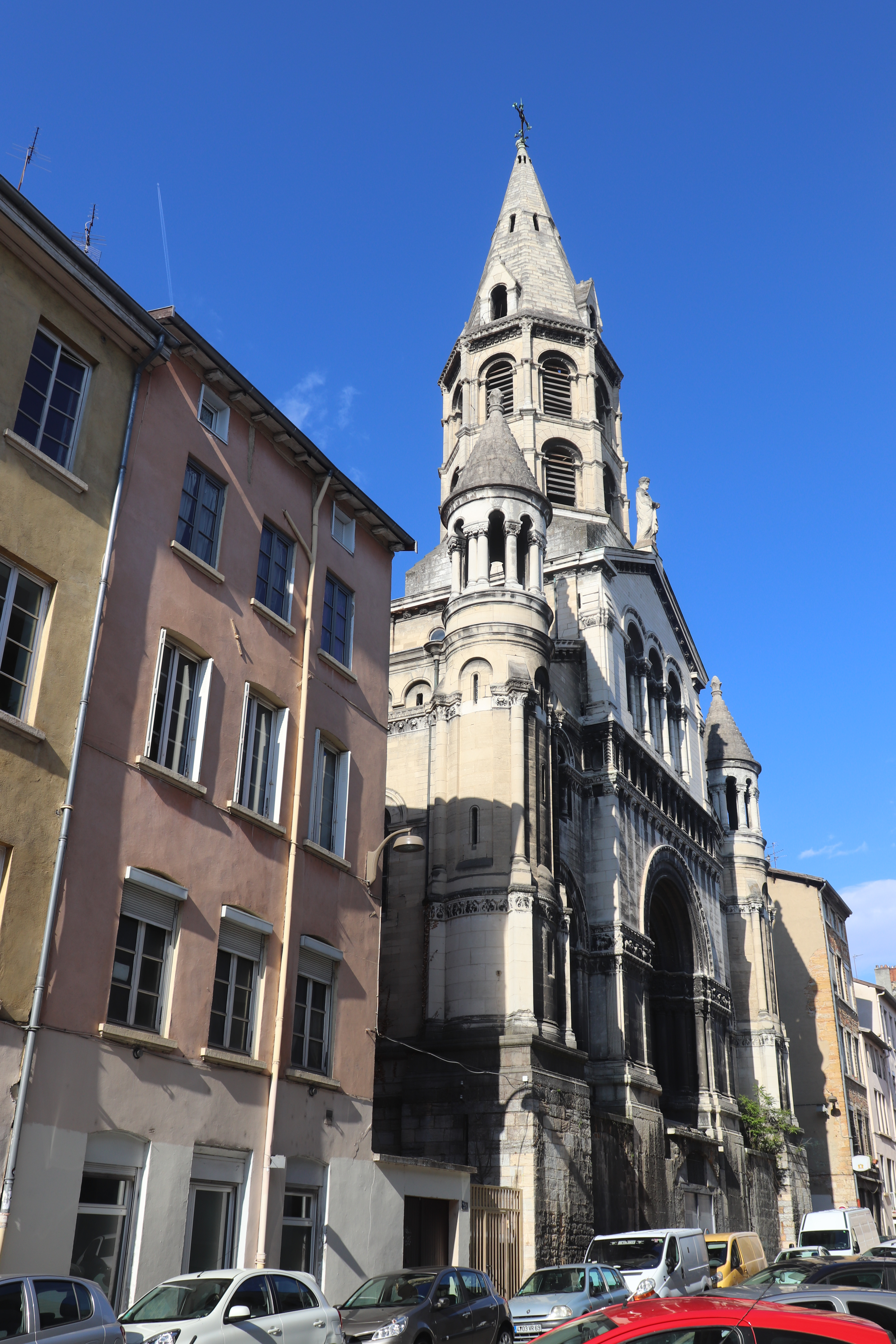
Bon Pasteur (Lyon)

Der Kirchenbau Bon-Pasteur (deutsch: Guter Hirte) ist eine ehemalige römisch-katholische Kirche im 1. Arrondissement von Lyon. Sie ist seit 1984 profaniert.

## Lage und Patrozinium
Der Kirchenbau steht am Hang des Hügels La Croix-Rousse an der Straße Bon Pasteur. Er war zu Ehren Christi als dem Guten Hirten geweiht.

## Geschichte
1855 wünschte Erzbischof Louis-Jacques-Maurice de Bonald zwischen den Pfarreien St-Bruno und St-Polycarpe eine weitere Pfarrei und beauftragte Jean-Baptiste-Irénée Callot (1814–1875), späterer Bischof von Oran, mit der Gründung. Der rührige Callot gewann das Kaiserpaar für die Schirmherrschaft, so dass Kaiserin Eugénie in Person 1869 den Grundstein legte.
Der Architekt Clair Tisseur (1827–1895) erstellte einen neoromanischen Kirchenbau in nord-südlicher Richtung mit Turm über dem südlichen Haupteingang. Da der dafür vorgesehene romanische Glockenturm Callots Nachfolger nicht hoch genug schien, ließ er durch Tisseurs Schüler Joseph-Etienne Malaval (1842–1898) einen Spitzturm errichten, der an dieser exponierten Stelle am Hang des Hügels La Croix-Rousse weithin sichtbar ist.
1883 war der Kirchenbau abgeschlossen. Als Zugang war eine Treppe vorgesehen. Da der dazu nötige Abriss einer Kaserne verweigert wurde, blieb der südliche Haupteingang bis heute unzugänglich und steht hart am Rande des Abhangs vier Meter über der Straße Rue Neyret, von wo die Skulpturen des Tympanons sichtbar sind. Bei der Einweihung der Kirche 1883 ermöglichte eine hölzerne Behelfstreppe den Zugang, seither dienen Seiteneingänge.
1984 wurde die Kirche profaniert. Von 1992 bis 2008 wurde sie von Kunststudenten als Ausstellungsraum benutzt. Seither verfällt sie. Das Innere ist durch Vandalismus und Graffiti verwüstet. Die Stadt Lyon als Eigentümerin blieb bislang ohne Initiative.

## Ausstattung

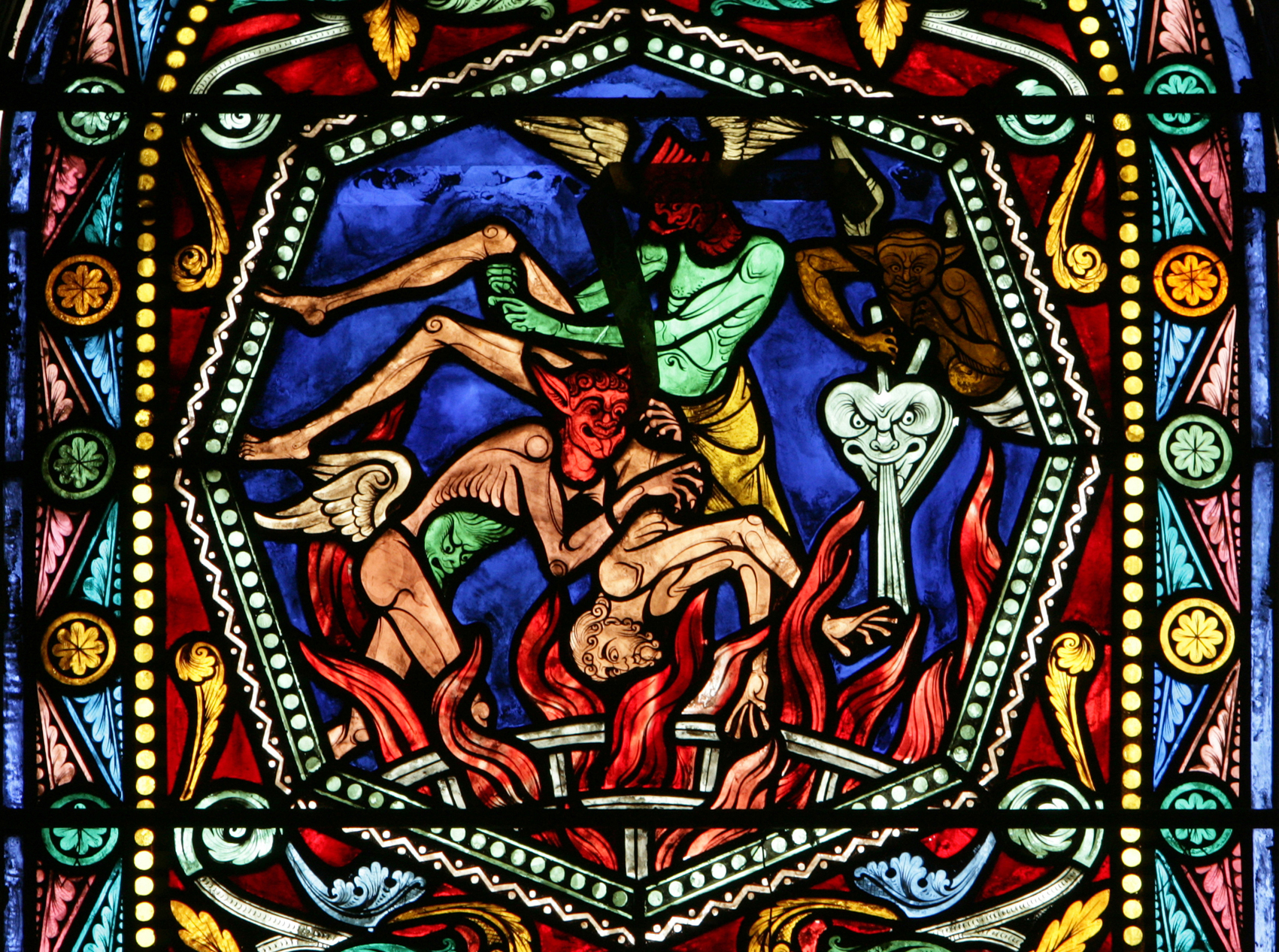
Bon Pasteur (Lyon)

Prunkstücke der Kirche waren die Glasmalereien von Lucien Bégule (1848–1935) und die Kanzel von Jules Comparat, von dem auch die Tympanon-Skulpturen stammen. Der verheerende Zustand des Kircheninneren wird im Internet auf mehreren Privatseiten dokumentiert.